# Янгильдино (Татарстан)
Янгильдино (тат. Янгелде) — село в Апастовском районе Республики Татарстан, в составе Сатламышевского сельского поселения.

## География
Деревня находится 26 км к северу от районного центра, посёлка городского типа Апастово.

## История
Деревня известна с 1648 года под названием Починок Янгильдин.
В XVIII – первой половине XIX веков жители относились к категории государственных крестьян. Основные занятия жителей в этот период – земледелие и скотоводство.
В начале XX века в деревне функционировали 2 мелочные лавки. В этот период земельный надел сельской общины составлял 610 десятин.
С 1956 года деревня входила в колхоз «Татарстан».
До 1920 года деревня входила в Ивановскую волость Свияжского уезда Казанской губернии. С 1920 года в составе Свияжского кантона ТАССР. С 14 февраля 1927 года в Ульяновском (с 1 августа 1927 года — Кайбицкий), с 1 февраля 1963 года в Буинском, с 4 марта 1964 года в Апастовском районах.

## Население
| 1782 | 1859 | 1897 | 1908 | 1920 | 1926 | 1938 | 1949 | 1958 | 1970 | 1979 | 1989 | 2002 | 2010 | 2015 |
| ---- | ---- | ---- | ---- | ---- | ---- | ---- | ---- | ---- | ---- | ---- | ---- | ---- | ---- | ---- |
| 51   | 273  | 495  | 569  | 478  | 414  | 406  | 318  | 226  | 191  | 140  | 92   | 93   | 97   | 96   |

Национальный состав села: татары.

## Известные уроженцы
Г. С. Галеев (1911–1996) – агроном-селекционер, академик Всесоюзной академии сельскохозяйственных наук имени В.И. Ленина, Герой Социалистического Труда, лауреат Ленинской и Государственной премий СССР.
С. Х. Карымов (1914–1986) – Герой Советского Союза.

## Экономика
Жители работают преимущественно в сельскохозяйственном предприятии «Свияга», занимаются полеводством, овцеводством, свиноводством.

## Объекты культуры и медицины
В селе действуют клуб, фельдшерско-акушерский пункт.